# جام حذفی فوتبال ایتالیا ۱۲–۲۰۱۱
کوپا ایتالیا ۱۲–۲۰۱۱ که به دلایل حمایت مالی به‌عنوان جام TIM نیز شناخته می‌شود، شصت و پنجمین دورهٔ این رقابت‌ها بود. همانند سال گذشته ۷۸ باشگاه در این مسابقات شرکت کردند. اینتر میلان دارندۀ جام بود. ناپولی برنده شد، بنابراین برای مرحله گروهی لیگ اروپا ۱۳–۲۰۱۲ واجد شرایط شد.